# Ganguela
Ganguela (Aussprache: gang'ela) oder Nganguela ist eine ethnografische Bezeichnung für eine Anzahl kleiner Völker, die im Osten Angolas leben. Zu diesen gehören die „eigentlichen“ Ganguela, die Lwena (Luena), die Luvale, die Mbunda, die Lwimbi, die Camachi und andere Gruppen.

Karte der Volksgruppen in Angola, 1970 (Siedlungsgebiet der als „Ganguela“ geführten Ethnien erscheint in Grün)

Alle diese Völker sind Ackerbauern, die auch Kleinvieh halten und nicht selten zusätzlich Waldfrüchte, Honig von wilden Bienen und anderes sammeln. Sie haben jeweils eine eigene Sprache, die allerdings miteinander verwandt und oft gegenseitig verständlich sind. Jedes Volk hat seine eigene soziale Identität; eine übergreifende soziale Identität als „Ganguela“ gibt es nicht, sodass man nicht von einem Gesamtvolk sprechen kann.
Mit diesen Völkern nicht vertraute Europäer, aber auch städtische Angolaner sehen sie nicht selten als „Stämme“ der Ovimbundu an. Von diesen unterscheiden sie sich jedoch aufgrund von Sprache und Zugehörigkeitsgefühl eindeutig. Im 20. Jahrhundert sind allerdings Volksgruppen, die unmittelbar östlich von den Ovimbundu siedeln, in gewissem Maße auch von einer kulturellen „Umbundisierung“ erfasst worden.
Die von ihnen später als „Ganguela“ zusammengefassten Völker wurden den Portugiesen vom 17. Jahrhundert an bekannt, als sie auf doppelte Weise in deren – von den damaligen „Brückenköpfen“ Luanda und Benguela ausgehende – Handelsaktivitäten einbezogen wurden. Zum einen wurden sie zum Reservoir für den Sklavenhandel, den die Portugiesen über afrikanische Mittelsmänner betrieben. Zum anderen wurden sie im 19./20. Jahrhundert zu Lieferanten von Wachs, Honig und anderen Gütern für den Karawanenhandel, den die Ovimbundu seinerzeit mit Benguela betrieben. Da sie nach dem Zusammenbruch des Karawanenhandels zunächst für die Portugiesen von wenig Interesse waren, wurden sie relativ spät, manchmal erst in den 1940er Jahren, von der systematischen kolonialen Eroberung und Besetzung des heutigen Territoriums von Angola eingeholt. Dabei leisteten die Mbunda zeitweilig bewaffneten Widerstand.
Während der wenigen Jahrzehnte, in denen sie unter kolonialer Herrschaft standen, änderte sich ihre Lebensweise vergleichsweise weniger, als in den meisten anderen Gebieten Angolas. In der Regel gab es bei ihnen keine wirklich intensive Missionierung oder Abschöpfung von Arbeitskräften und Steuern. Die einzige für die Portugiesen wichtige wirtschaftliche Aktivität, die in Teilen ihrer Gebiete stattfand, war das (von portugiesischen Unternehmen betriebene) Fällen von Bäumen für die Holzindustrie in Angola und Portugal – welche aber die Einheimischen nur begrenzt in Mitleidenschaft zog.
Im Verlaufe des Unabhängigkeitskampfes von 1961 bis 1974, besonders aber des Bürgerkriegs von 1975 bis 2002, wurden einige der hier angesprochenen Völker jedoch stärker beeinträchtigt, obwohl sie sich nur in begrenztem Maße aktiv daran beteiligten. Viele Menschen flohen deshalb in die Nachbarländer Sambia sowie (weniger) Namibia. Etwa die Hälfte der Mbunda ließ sich in Westsambia nieder. Der Zusammenhalt dieses Volkes wird durch ein Netz von „Häuptlingen“ gewährleistet, an deren Spitze ein in Ostangola ansässiger „König“ steht.

## Bibliografie
- Hermann Baumann: Die Völker Afrikas und ihre traditionellen Kulturen. Teil 1 Allgemeiner Teil und südliches Afrika. Steiner, Wiesbaden 1975–1979. (Studien zur Kulturkunde; 34 und 35)